# Niceforo Basilace
Niceforo Basilace (in greco antico: Νικηφόρος Bασιλάκης?, Nikīfóros Vasilákīs; in latino Nicephorus Basilaca; fl. XII secolo) è stato un retore bizantino, vissuto nel XII secolo, insegnante presso la scuola patriarcale di Costantinopoli insieme ad altri dotti quali Michele Italico ed Eustazio di Tessalonica.